# Liste der denkmalgeschützten Objekte in Brunnenthal (Oberösterreich)
Die Liste der denkmalgeschützten Objekte in Brunnenthal enthält die 8 denkmalgeschützten, unbeweglichen Objekte der Gemeinde Brunnenthal im Bezirk Schärding (Oberösterreich).

## Denkmäler
| Foto |                 | Denkmal                                                                         | Standort                                          | Beschreibung | Metadaten |
| ---- | --------------- | ------------------------------------------------------------------------------- | ------------------------------------------------- | --- | --- |
| ja   | Datei hochladen | Gemeindeamt HERIS-ID: 83567 Objekt-ID: 97593                                    | Dorfplatz 3 Standort KG: Brunnenthal              | Das 1804 erbaute Gebäude wurde bis 1975 als Pfarrhof genutzt. | BDA-Hist.: Q38180882 Status: § 2a Stand der BDA-Liste: 2025-06-30 Name: Gemeindeamt GstNr.: 738/2                                                                                    |
| ja   | Datei hochladen | Arme Sünder Kapelle, Kapelle an der Kopfstätte HERIS-ID: 83613 Objekt-ID: 97642 | bei Kapellenweg 2 Standort KG: Brunnenthal        | Die barocke Kapelle, die bis 1783 den Namen Kapelle an der Kopfstätte trug, entstand im 17. und frühen 18. Jahrhundert und wurde seitdem mehrmals renoviert. | BDA-Hist.: Q38180941 Status: § 2a Stand der BDA-Liste: 2025-06-30 Name: Arme Sünder Kapelle, Kapelle an der Kopfstätte GstNr.: 165/9                                                 |
| ja   | Datei hochladen | Gnadenkapelle Maria Schnee HERIS-ID: 83559 Objekt-ID: 97585                     | Dorfplatz 1, bei Standort KG: Brunnenthal         | Die zweijochige Giebelkapelle wurde 1718/19 anstelle einer hölzernen Kapelle erbaut und 1731 vom damaligen Passauer Bischof Joseph Dominikus von Lamberg geweiht. Sie wurde 1784/85 säkularisiert, aber bereits ab 1810 wieder für sakrale Zwecke verwendet. Nachdem sie zwischen 1784/5 und 1976 in Privat- beziehungsweise Gemeindebesitz war, gehört sie heute wieder zum Kirchengut. | BDA-Hist.: Q38180846 Status: § 2a Stand der BDA-Liste: 2025-06-30 Name: Gnadenkapelle Maria Schnee GstNr.: .109                                                                      |
| ja   | Datei hochladen | Brunnenkapelle HERIS-ID: 83560 Objekt-ID: 97586                                 | Dorfplatz 1, bei Standort KG: Brunnenthal         | Die barocke Brunnenkapelle wurde im 17. Jahrhundert erbaut. | BDA-Hist.: Q38180852 Status: § 2a Stand der BDA-Liste: 2025-06-30 Name: Brunnenkapelle GstNr.: 736/1                                                                                 |
| ja   | Datei hochladen | Steinschnitterkapelle HERIS-ID: 83561 Objekt-ID: 97587                          | Dorfplatz 2, in der Nähe Standort KG: Brunnenthal | Die Nischenkapelle wurde im 17. Jahrhundert erbaut. | BDA-Hist.: Q38180861 Status: § 2a Stand der BDA-Liste: 2025-06-30 Name: Steinschnitterkapelle GstNr.: 736/2                                                                          |
| ja   | Datei hochladen | Friedhof christlich HERIS-ID: 83562 Objekt-ID: 97588                            | Dorfplatz 2, bei Standort KG: Brunnenthal         | Der Friedhof, auf dem sich ein barockes Kruzifix aus dem Jahr 1670 befindet, wurde 1785 errichtet und 1982 ummauert. | BDA-Hist.: Q38180871 Status: § 2a Stand der BDA-Liste: 2025-06-30 Name: Friedhof christlich GstNr.: 744                                                                              |
| ja   | Datei hochladen | Wallfahrtskirche Mariae Heimsuchung HERIS-ID: 52070 Objekt-ID: 58137            | Dorfplatz Standort KG: Brunnenthal                | Die ehemalige Kapelle aus 1651 bis 1656 bildet die Sakristei. Die Kirche wurde von 1667 bis 1668 mit dem Baumeister Christoph Zuccalli erbaut. 1735 wurde der Westturm erhöht. | BDA-Hist.: Q25229891 Status: § 2a Stand der BDA-Liste: 2025-06-30 Name: Wallfahrtskirche Mariae Heimsuchung GstNr.: .110 Pfarr- und Wallfahrtskirche Mariä Heimsuchung (Brunnenthal) |
| BW   | Datei hochladen | Troadkasten HERIS-ID: 38535 Objekt-ID: 38117                                    | Wallensham 8 Standort KG: Eggersham               | Der dreigeschoßige Troadkasten ist mit 1669 bezeichnet. | BDA-Hist.: Q37981811 Status: § 57-Mandatsbescheid Stand der BDA-Liste: 2025-06-30 Name: Troadkasten GstNr.: 2702                                                                     |